# Philip Sinkinson

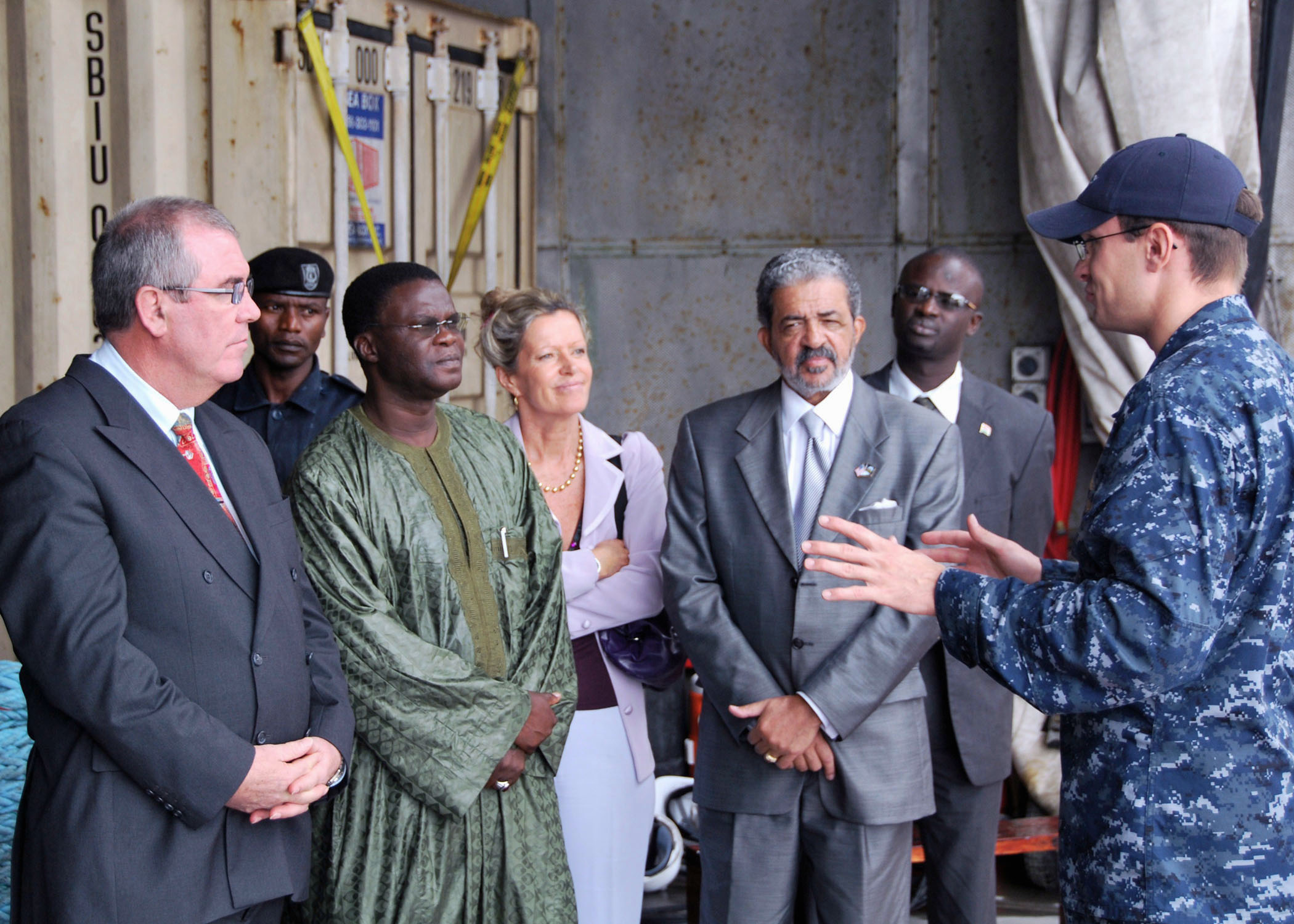
Von links: Philip Sinkinson, Ousman Jammeh, gambischer Außenminister, Danielle Roban, französische Geschäftsträgerin, Barry L. Wells, US-Botschafter, Matthew Goetz, (17. September 2009)

Philip Andrew Sinkinson OBE (* 7. Oktober 1950) ist ein britischer Diplomat.

## Leben
Philip Sinkinson trat 1970 in den Dienst des Foreign and Commonwealth Office (FCO). 2001 wurde er als stellvertretender britischer Hochkommissar (englisch Deputy High Commissioner) nach Kingston (Jamaika) entsandt. Als Hochkommissar war er von April 2006 von der Regierung Blair als britischer Hochkommissar nach dem westafrikanischen Gambia entsandt worden, er löste Eric Jenkinson ab. Seine Amtszeit endete 2011, Sinkinson trat seinen Ruhestand an. David Morley wurde im Mai 2011 sein Nachfolger in Gambia.

## Auszeichnungen und Ehrungen
- 2006: Officer of the Order of the British Empire (OBE)[1]
- 2010: Officer of the Order of the Republic of The Gambia (ORG)[5]

## Familie
Philip Sinkinson ist mit Clare Maria Catherine Jarvis verheiratet und hat einen Sohn.